# Moià
Moià ist eine Gemeinde der Comarca Moianès in Katalonien in Spanien. Sie bildet das Zentrum des Moianès, eines Landstrichs der bis 2015 zwischen den Landkreisen Bages, Osona und Vallès Oriental aufgeteilt war.

## Geschichte

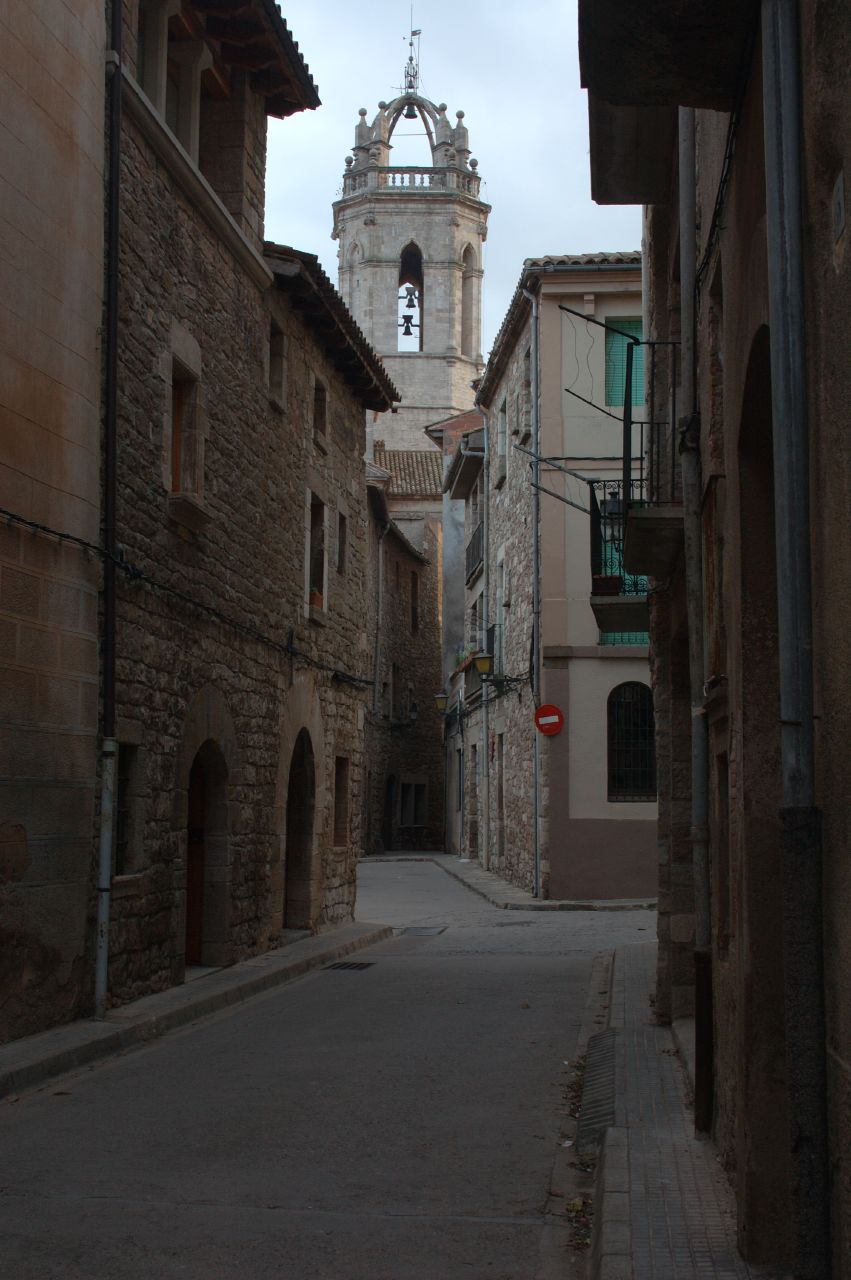
Das historische Zentrum von Moià

Die ersten schriftlichen Erwähnungen von Moià stammen aus den Jahren 912 und 914. In der Pfarrkirche des Ortes ist noch eine Einsegnungssurkunde aus dem Jahre 939 erhalten, die belegt, dass bereits zur Zeit von Guifré el Pilós (im 9. Jahrhundert) hier ein Siedlungskern bestand. Im Jahr 1151 erhielt Moià von Graf Ramon Berenguer I das Marktrecht.
Zwischen dem 16. und 18. Jahrhundert gewinnt der Ort Bedeutung als Zentrum der Woll- und Textilverarbeitung in der Region und erfährt ein beachtliches Wachstum. Der resultierende Wohlstand führt zu einer Blüte von Kunst und Handwerk, die Moià über die Grenzen Kataloniens bekannt machte. Aus dieser Zeit stammen z. B. die berühmten Drucker- und Illustratoren Pere, Pau, Josep und Andreu Abadal, die Bildhauer Francesc, Jaume und Jacint Rubió sowie die Uhrmacher Josep Senesteva und Francesc Crusat.
Im Jahr 1839 wurde Moià von carlistische Truppen in Brand gesteckt. Diese Zerstörung leitete – in Verbindung mit einem Niedergang des Textilgewerbes – eine langanhaltende Krise der Gemeinde ein, die erst im 20. Jahrhundert wieder beendet wird, als sich Moià nach und nach zu einem beliebten Ziel des Estiueig (der „Sommerfrische“) entwickelt.

## Erwähnenswertes
In Moià nahm die weltweit bekannte Theatertruppe La Fura dels Baus ihre Anfänge. Der Name der Gruppe, der auf Katalanisch „Das Frettchen der Mülldeponie“ bedeutet, leitet sich von dem Bach Els Baus bei Moià ab, der in den 1970er Jahren als Müllhalde diente.

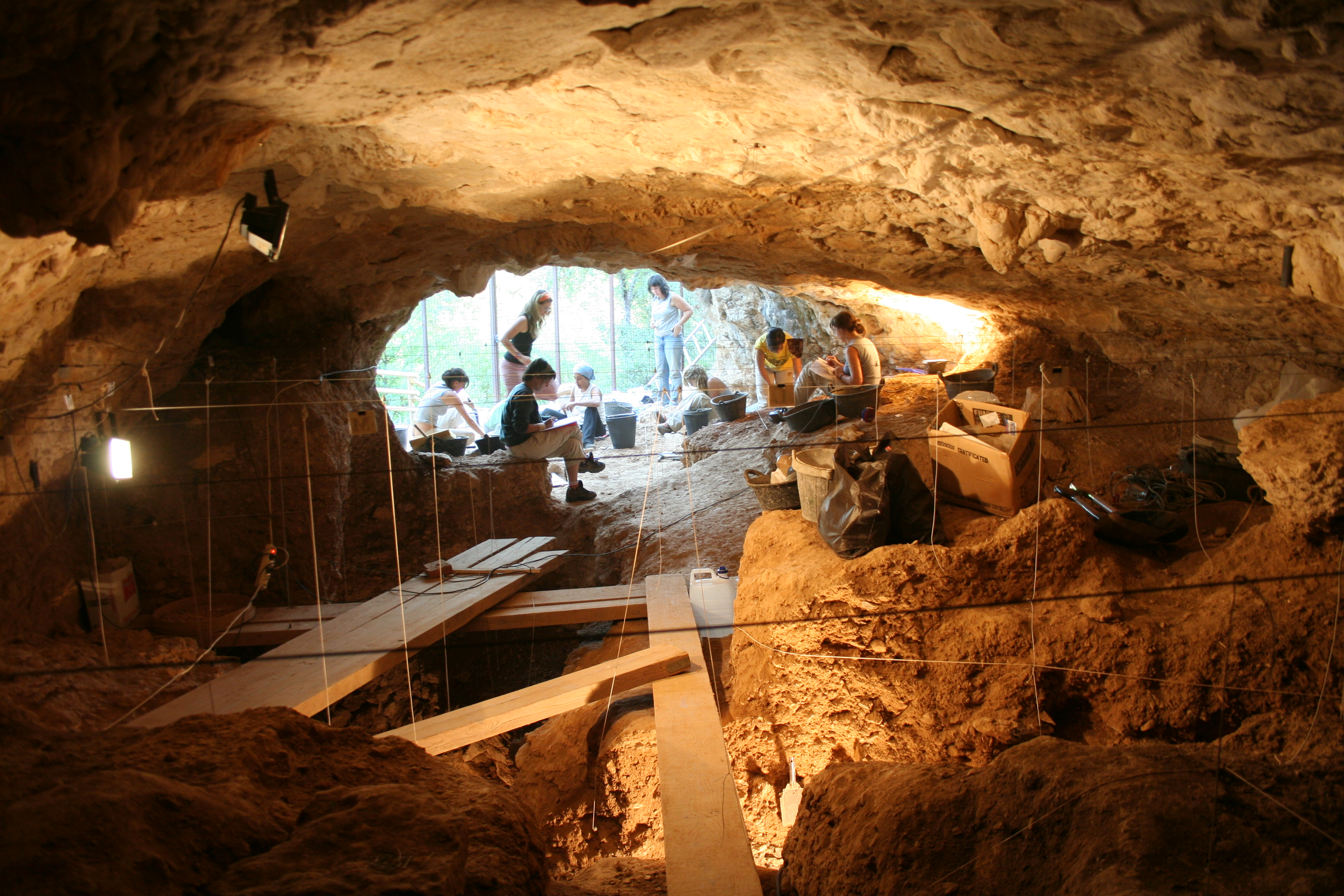
Ausgrabung vor der Cove Toixoneres

Der Dolmen vom Puig Rodó am Südosthang des Puig Rodó, nordöstlich von Moià gehört zu den Dolmen der Comarca del Moianès.
Die Cove de les Toixoneres liegt bei Moià.